# Кэй Старр
Кэтрин Лаверн Старкс (англ. Catherine Laverne Starks; 21 июля 1922, Догерти, Оклахома — 3 ноября 2016, Беверли-Хиллз, Калифорния), больше известна как Кэй Старр (англ. Kay Starr) — американская певица.

## Биография
Кэтрин родилась в резервации Догерти, Оклахома. Её отец, Гарри, происходил из племени коренных американцев ирокезов; её мать, Энни, имела смешанное ирландское и индейское происхождение. Когда её отец получил работу по установке водяных спринклерных систем для компании Automatic Sprinkler Company, семья переехала в Даллас. Ёе тетя Нора была впечатлена пением своей 7-летней племянницы и отправила её на конкурс молодых талантов, проводимое местной радиостанцией, в итоге девочка заняла первое место. Вскоре её пригласили выступать на одном из шоу, где она исполняла поп- и кантри-песни под аккомпанемент фортепиано.
Когда отец Старр сменил работу, семья переехала в Мемфис, где она продолжала выступать на радио. В её репертуар добивались вестерн-свинг-песни. В это же время девушка решает взять себе псевдоним Кэй Старр, поскольку поклонники часто допускали ошибки в её имени.
В 15 лет Старр выбрали для выступления с оркестром Джо Венути. У Венути был контракт на выступление в отеле «Пибоди» в Мемфисе, который требовал, чтобы в его группе была девушка-певица, исполнительница, которой у него в то время не было. Дорожный менеджер Венути услышал Старр по радио и порекомендовал её. Выступления длились до поздней ночи, родители девушки были настроены против такого распорядка.
В 1939 году она работала с Бобом Кросби и Гленном Миллером, которые наняли её в качестве замены больной Марион Хаттон. Вместе с Миллером она записала песни «Baby Me» и «Love with a Capital You». Они не имели большого успеха, отчасти потому, что оркестр играл в тональности, которая, хотя и подходила Хаттон, но не соответствовала вокальному диапазону Кэй.
После окончания средней школы она переехала в Лос-Анджелес и подписала контракт с оркестром Винги Манноне. С 1943 по 1945 год она пела с ансамблем Чарли Барнета. В 1945 году Старр почти на год пришлось оставить сцену, так как она заболела пневмонией, а затем на её голосовых связках образовались узлы.
В 1946 году Старр начала сольную карьеру, а через год подписала контракт с лейблом Capitol Records. В то время на лейбле записывались такие певицы как Пегги Ли, Элла Мэй Морс, Джо Стаффорд, Маргарет Уайтинг, исполнявших похожий репертуар, поэтому Старр долго не могла найти свою нишу. К тому же ей, как молодой исполнительнице, доставались песни, от которых отказались все остальные. В 1950 году она записывает один из своих главных хитов «Bonaparte’s Retreat», который расходится миллионным тиражом.
В 1955 году она подписала контракт с RCA Victor Records. В это время в моду вошёл рок-н-ролл и певица выпустила сингл «The Rock and Roll Waltz», он стал популярен в США и Великобритании, заняв первые места в хит-парадах. Она оставалась в RCA Victor до 1959 года, последняя песня попавшая в чарт была  «My Heart Reminds Me» в 1957 году, поэтому Старр вернулась в конце концов в Capitol.
Большинство песен Старр были исполнены под влиянием джаза. Как и песни Фрэнки Лейна и Джонни Рэя, они были исполнены в стиле, который предвосхищал рок-н-ролл. Среди них были ее хиты «Wheel of Fortune» (её самый большой хит, десять недель удерживал лидерство в хит-параде), «Side by side» Гарри Вудса, «The Man Upstairs» и «Rock and Roll Waltz». Одним из самых больших хитов была её версия рождественской песни «(Everybody’s Waitin’ For) the Man with the Bag».
В 1960-х годах Кэй, как и большинство исполнителей стандартной поп-музыки, остается в тени молодых рок-н-ролльных исполнителей. Она записала ещё несколько альбомов, в том числе Movin' (1959), Losers, Weepers… (1960), I Cry By Night (1962) и Just Plain Country (1962), и в 1966 году вновь покинула Capitol. После она начала активную гастрольную деятельность по городам США и Великобритании, а также выпустила несколько кантри-альбомов на бюджетных независимых лейблах. Её первый концертный альбом, Live at Freddy’s, был выпущен в 1997 году. В 2001 году она появилась на альбоме Тони Беннетта Playin' with My Friends: Bennett Sings the Blues.
В 2008 году записи Кэй Старр оказалась среди артистов, чьи записи были уничтожены при пожаре на студии Universal.
Старр умерла 3 ноября 2016 года в Лос-Анджелесе в возрасте 94 лет от осложнений болезни Альцгеймера.

## Дискография
- Songs by Kay Starr (Capitol, 1950)
- Capitol Presents Kay Starr (Capitol, 1953)
- The Kay Starr Style (Capitol, 1953)
- The Hits of Kay Starr (Capitol, 1954)
- In a Blue Mood (Capitol, 1955)
- The One, the Only (RCA Victor, 1956)
- Swingin' with the Starr (Liberty, 1956)
- Blue Starr (RCA Victor, 1957)
- Singin' Swingin with Erroll Garner (Crown, 1957)
- Rockin' with Kay (RCA Victor, 1958)
- Movin'! (Capitol, 1959)
- I Hear the Word (RCA Victor, 1959)
- Movin' on Broadway (Capitol, 1960)
- Losers, Weepers (Capitol, 1960)
- Kay Starr: Jazz Singer (Capitol, 1960)
- Starr Bright (RCA Camden, 1960)
- Just Plain Country (Capitol, 1962)
- I Cry by Night (Capitol, 1962)
- Kay Starr and the Gerald Wiggins Trio (Crown, 1962)
- Kay Starr Sings (Tops, 1956)
- Kay Starr Sings (Coronet, 1963)
- Kay Starr Sings Volume 2 (Coronet, 1963)
- The Fabulous Favorites! (Capitol, 1964)
- On Stage (Coronet, 1964)
- Tears & Heartaches/Old Records (Capitol, 1966)
- Portrait of a Starr (Sunset, 1966)
- How About This with Count Basie (Paramount, 1968)
- When the Lights Go On Again (ABC 1968)
- Country (GNP Crescendo, 1974)
- Back to the Roots (GNP Crescendo, 1975)
- Kay Starr (GP, 1981)
- The Uncollected Kay Starr in the 1940s-1947 (Hindsight, 1985)
- The Uncollected 1949 Vol. 2 (Hindsight, 1986)
- Live at Freddy’s 1986 (Baldwin Street Music, 1987)
- Sweetheart of Song Live (Collectors' Choice Music 2001)